# Estación Aguada Troncoso
Aguada Tronco o Aguada Troncoso es una estación de ferrocarril ubicada en el paraje rural del mismo nombre, Departamento Ñorquincó, Provincia de Río Negro, República Argentina, en el ramal de Ingeniero Jacobacci a Esquel. Actualmente no presta ningún servicio regular.

## Ubicación geográfica de la estación
Se encuentra a 99 km de la localidad de Ingeniero Jacobacci.